# 15-та паралель південної широти
15-та паралель південної широти — лінія широти, що лежить на 15 градусів південніше земної екваторіальної площини. Вона проходить через Атлантичний океан, Африку, Індійський океан, Австралазію, Тихий океан та Південну Америку.

## Список географічних об'єктів, що перетинає 15° пд. ш.
Починаючи з Гринвіцького меридіану та рухаючись на схід, 15-та паралель південної широти проходить через:
| Координати                                                   | Країна, територія або море | Примітки |
| ------------------------------------------------------------ | -------------------------- | --- |
| 15°0′ пд. ш. 0°0′ сх. д. / 15.000° пд. ш. 0.000° сх. д.      | Атлантичний океан          | |
| 15°0′ пд. ш. 12°9′ сх. д. / 15.000° пд. ш. 12.150° сх. д.    | Ангола                     | |
| 15°0′ пд. ш. 22°0′ сх. д. / 15.000° пд. ш. 22.000° сх. д.    | Замбія                     | |
| 15°0′ пд. ш. 30°13′ сх. д. / 15.000° пд. ш. 30.217° сх. д.   | Мозамбік                   | |
| 15°0′ пд. ш. 34°37′ сх. д. / 15.000° пд. ш. 34.617° сх. д.   | Малаві                     | |
| 15°0′ пд. ш. 35°52′ сх. д. / 15.000° пд. ш. 35.867° сх. д.   | Мозамбік                   | |
| 15°0′ пд. ш. 40°39′ сх. д. / 15.000° пд. ш. 40.650° сх. д.   | Мозамбіцька протока        | Проходить північніше острова Мозамбік |
| 15°0′ пд. ш. 47°13′ сх. д. / 15.000° пд. ш. 47.217° сх. д.   | Мадагаскар                 | Проходить через острів Мадагаскар |
| 15°0′ пд. ш. 50°20′ сх. д. / 15.000° пд. ш. 50.333° сх. д.   | Індійський океан           | |
| 15°0′ пд. ш. 124°54′ сх. д. / 15.000° пд. ш. 124.900° сх. д. | Австралія                  | Західна Австралія — проходить через острів Коронейшн[en], затоку Принца Фредеріка[en] та Кембриджську затоку[en] Північна Територія                                             |
| 15°0′ пд. ш. 135°31′ сх. д. / 15.000° пд. ш. 135.517° сх. д. | Затока Карпентарія         | |
| 15°0′ пд. ш. 141°40′ сх. д. / 15.000° пд. ш. 141.667° сх. д. | Австралія                  | Квінсленд |
| 15°0′ пд. ш. 145°20′ сх. д. / 15.000° пд. ш. 145.333° сх. д. | Коралове море              | |
| 15°0′ пд. ш. 166°35′ сх. д. / 15.000° пд. ш. 166.583° сх. д. | Вануату                    | Проходить через острів Еспіриту-Санто |
| 15°0′ пд. ш. 167°3′ сх. д. / 15.000° пд. ш. 167.050° сх. д.  | Коралове море              | |
| 15°0′ пд. ш. 168°6′ сх. д. / 15.000° пд. ш. 168.100° сх. д.  | Вануату                    | Проходить через острів Маево[en] |
| 15°0′ пд. ш. 168°8′ сх. д. / 15.000° пд. ш. 168.133° сх. д.  | Тихий океан                | Проходить південніше атола Матаїва[en], Французька Полінезія |
| 15°0′ пд. ш. 148°17′ зх. д. / 15.000° пд. ш. 148.283° зх. д. | Французька Полінезія       | Проходить через атоли Тікехау[en] та Рангіроа |
| 15°0′ пд. ш. 147°35′ зх. д. / 15.000° пд. ш. 147.583° зх. д. | Тихий океан                | Проходить північніше атола Арутуа, Французька Полінезія Проходить південніше острова Тікей, Французька Полінезія Проходить південніше атола Пука-Пука[en], Французька Полінезія |
| 15°0′ пд. ш. 75°28′ зх. д. / 15.000° пд. ш. 75.467° зх. д.   | Перу                       | |
| 15°0′ пд. ш. 69°21′ зх. д. / 15.000° пд. ш. 69.350° зх. д.   | Болівія                    | |
| 15°0′ пд. ш. 60°24′ зх. д. / 15.000° пд. ш. 60.400° зх. д.   | Бразилія                   | Мату-Гросу Гояс — приблизно на 12 км Мату-Гросу — приблизно на 8 км Гояс Мінас-Жерайс Баїя Мінас-Жерайс Баїя                                                                    |
| 15°0′ пд. ш. 39°0′ зх. д. / 15.000° пд. ш. 39.000° зх. д.    | Атлантичний океан          | |